# Itatiaiaborststjärt
Itatiaiaborststjärt (Asthenes moreirae) är en fågel i familjen ugnfåglar inom ordningen tättingar.

## Utbredning och systematik
Fågeln förekommer i höga bergstrakter i sydöstra Brasilien (södra Espírito Santo till nordöstra São Paulo). Den behandlas som monotypisk, det vill säga att den inte delas in i några underarter.

## Status
IUCN kategoriserar arten som livskraftig.